# Mayday (festiwal)

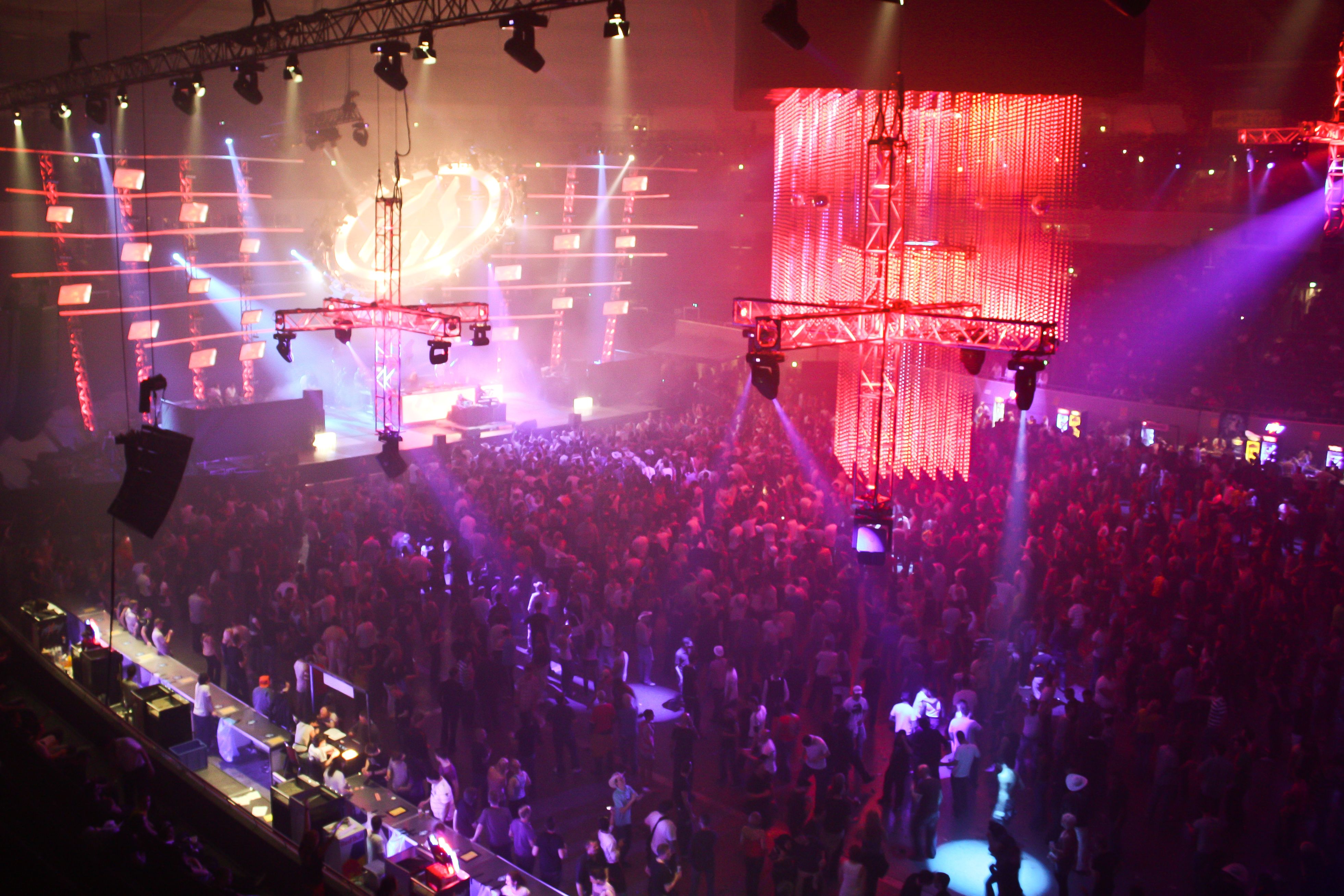
Mayday 2009

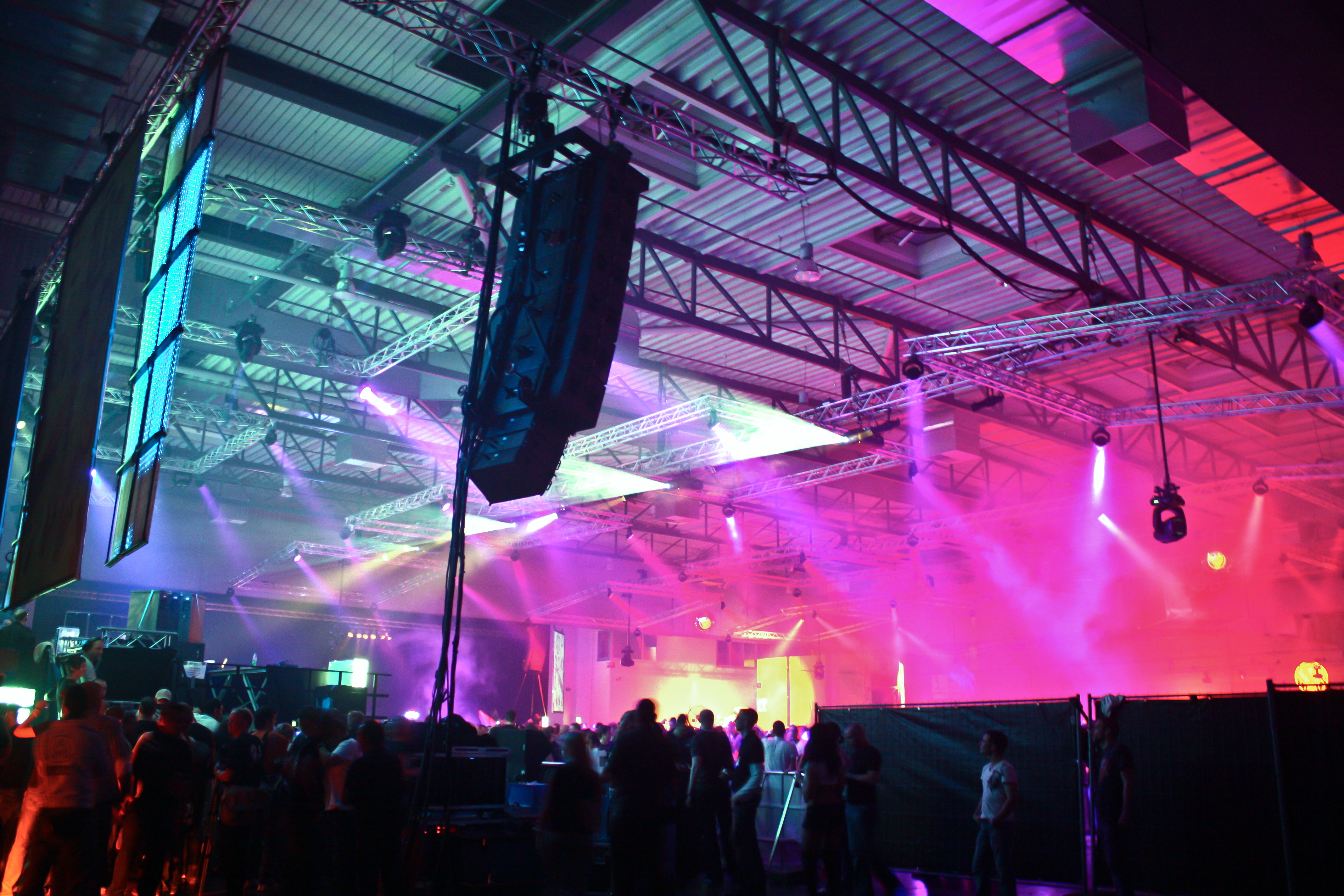
Mayday 2009

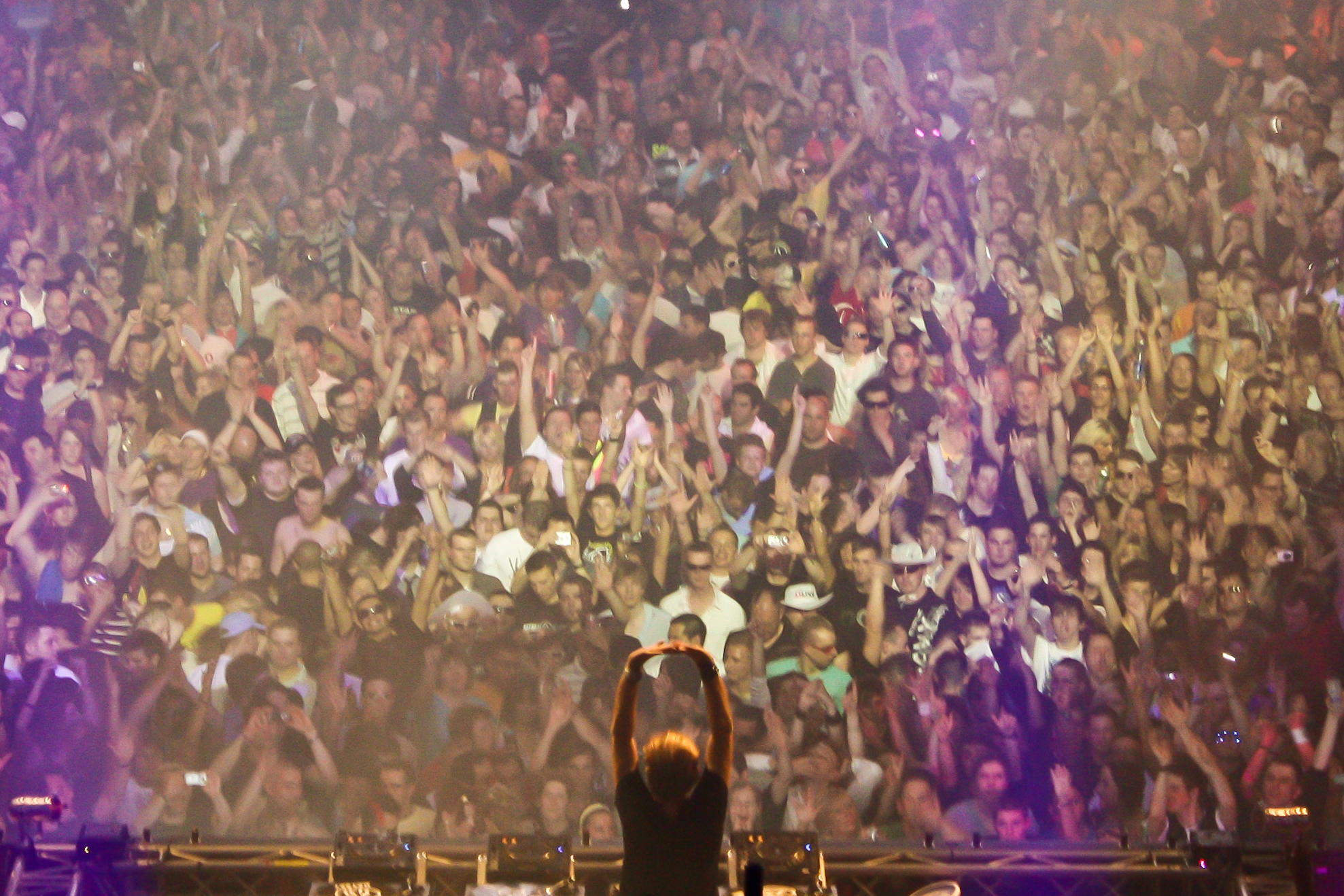
Sven Väth, Mayday 2009

Mayday – halowa impreza cykliczna, obok Love Parade jeden z największych festiwali muzyki elektronicznej w Europie. Po raz pierwszy zorganizowany w 1991 roku w Berlinie. Obecnie odbywa się corocznie 30 kwietnia w Westfalenhallen w Dortmundzie oraz 10 listopada w Katowickim Spodku .
Pierwsza edycja festiwalu odbyła się 14 grudnia 1991 i była związana z akcją mającą na celu uratowanie jedynego wtedy radia grającego techno. W imprezie uczestniczyło ok. 5 tysięcy fanów muzyki elektronicznej. Kolejne edycje festiwalu Mayday gościły między innymi w Kolonii, Frankfurcie nad Menem czy Dortmundzie. W 1998 roku impreza zgromadziła 18 tys. fanów, w 1999 – 20 tys., a w 2000 – 22 tys.
Jednym z założycieli Mayday był Westbam, który brał udział we wszystkich 60 imprezach Mayday na całym świecie do 2014 roku (z wyjątkiem holenderskiej edycji Mayday 24 września 2011 roku). Ogłosił swoje odejście w lutym 2014 roku z powodu różnic zdań z organizatorem i-Motion.

## Mayday Polska
Pierwsza edycja Mayday w Polsce odbyła się w katowickim Spodku w 2000. Organizowana zawsze 10 listopada. Opisywana jako ponadczasowa i nowatorską, prekursor dla sceny muzyki techno w Polsce. W Polsce w świecie rave przypisywany jest jej status legendy. Wydarzenie było relacjonowane na kanale Viva Polska.

### 2000 Datapop[9]
10 listopada 2000 festiwal został po raz pierwszy zorganizowany został poza terenem Niemiec. Organizacją zajęła się firma Mayday Polska oraz producent wyrobów tytoniowych Spike. Jako miejsce został obrany katowicki Spodek. W festiwalu oficjalnie uczestniczyło około 6000 ludzi. Zagrali między innymi: Members of Mayday, Mr. X & Mr. Y, Westbam, Mark Spoon, Hardy Hard, Monika Kruse, Lexy & K-Paul, Taucher, Frank Muller, I.C.O.N., Krisb, DJ Jaco, Pulp, DJ Drwal. W sumie piętnastu DJ-ów i trzy live-acty.

### 2001 – 10 in 01[10]
Zagrali między innymi: Westbam, Blank & Jones, Tasaka, Moguai, La Di Da, Hardy Hard, Tobi Neumann, Mr. X & Mr. Y, Lexy & K-Paul, Members of Mayday, RMB, Ural 13 Diktators.

### 2002 Culture Flash[11]
Pierwszy raz w Polsce impreza odbyła się w 2 salach. Drugą scenę zorganizowano w hali lodowiska.
- w imprezie uczestniczyło 9000 ludzi
- nagłośnienie: sprzęt firmy Electro-voice o łącznej mocy 135000 W.
- Oprawa wizualna : Light Design Polska: ponad 100 urządzeń Moving Lights, reflektory 100 W typu PAR 64, reflektory Air Craft, stroboskopy o mocy 3000 i 5000 W, 50 stroboskopów Atomie Flash 3000 i ogromne lasery o mocach od 5 do 25 W.

Zagrali między innymi: WestBam, Paul van Dyk, Hell, Takkyū Ishino, Lexy & K-Paul, Turntablerocker, Hardy Hard, Dj Dero, Woody, Taucher, Deetron, Chris Liebing, Romina Cohn, Sascha Appel, Diana D'Rouz, Poziom-X, Carla Roca, Gogo, Members of Mayday, Millennium

### 2003 Troopa of Tomorrow[12]
Sponsorzy: Red Bull, New Yorker.
- ponad 600 metrów bieżących konstrukcji aluminiowej,
- 120 urządzeń moving light,
- 900 reflektorów PAR 64 ułożonych w cztery systemy matrix,
- projekcje multimedialne,
- ekran wodny,
- nagłośnienia 140000W

Zagrali między innymi: WestBam, Takkyū Ishino, Chris Liebing, Hell, Tomcraft, Monika Kruse, Tom Novy, Hardy Hard, Mikha Voron, DJ Lucca, Felipe, Turntablerocker, Angelo Mike, Diana D'Rouz, Glasse, Poziom-X, MK Fever, Extase, Discox, Malec, Epix

### 2004 Team X-Treme[13]
Piąta edycja festiwalu odbyła się 10 listopada 2004 roku w katowickim Spodku. W odróżnieniu od poprzednich edycji, wprowadzono tu kilka nowości, między innymi oświetlenie ledowe.
Zagrali między innymi: WestBam, Takkyū Ishino, Marusha, Dr. Motte, Chris Liebing, Angelo Mike, Marco Bailey, Tomcraft, Moguai, Hardy Hard, Marco Remus, Tim Taylor, Michael Burian, Jan Driver, Chris Sadler, Diana D'Rouz, Poziom-X,
Carla Roca, Grooveliker, Members of Mayday, Lexy & K-Paul, The Advent, Sonic Trip, Reinhard Voigt

### 2005 Prototypes[14]
Szósta edycja festiwalu odbyła się 10 listopada 2005 roku w katowickim Spodku. W tym roku wprowadzono 8-punktowy system dźwiękowy. 88 kolumn rozstawionych na stackach poprawiło również znacznie rozłożenie częstotliwości i poprawienie dźwięku w całym Spodku. Łączna moc nagłośnienia wynosi 244000 watów.
Zagrali między innymi: Westbam & Band, Members Of Mayday, Chris Liebing, Nu NRG, Northern Lite, Sonic Trip, Collins & Behnam, Lexy & K-Paul, Drwal 

### 2006 Worldclub[15]
Siódma edycja festiwalu, bijąca wszelkie poprzednie edycje rekordem frekwencji (ok. 18000 uczestników) odbyła się 10 listopada 2006.
Zagrali między innymi:
- live: Members Of Mayday | Universe, Kosheen |Bristol, Alter Ego, Antony Rother, Johannes Heil(inne języki), Jakub Rene Kosik(inne języki), The Earth

- didżeje: Westbam, Sven Väth, Felix Kröcher(inne języki), Blank & Jones, Adam Sheridan, Moguai, Umek, Dominik Eulberg(inne języki), Ian Pooley, Valentino Kanzyani(inne języki), Lady Waks(inne języki), Hardy Hard, Talisman, Carla Roca, Mike del Saar, Peter Fern, Tomash Gee

### 2007 New Euphoria[16]
Ósma edycja odbyła się 10 listopada 2007 roku w katowickim Spodku.
Zagrali między innymi:
- live: Members Of Mayday, The Advent(inne języki), Giuseppe Ottaviani, Johannes Heil(inne języki), Riccardo Ferri

- didżeje: Westbam, Sven Veath, Chris Liebing, Moguai, Umek, Tocadisco, Hardy Hard, Alex M.O.R.P.H.(inne języki) vs. Woody van Eyden(inne języki), Carla Roca

### 2008 Reflect Yourself[17][18]
Dziewiąta edycja odbyła się tradycyjnie 10 listopada 2008 roku w katowickim Spodku.
Zagrali między innymi:
- didżeje: Sven Väth, Westbam, Bad Boy Bill(inne języki), Rush, Menno de Jong, Moguai, Felix Kroecher(inne języki), Marco Bailey(inne języki), Gregor Tresher(inne języki), Frank Kvitta, Dave the Drummer, DJ Murphy, Hardy Hard, Moritz Piske, Poziom X, Magikal, Pekin, Stardust, Nexy, Maq, Eric Sneo(inne języki)

- Live-acty: Members Of Mayday, Lutzenkirchen(inne języki), The Advent(inne języki), Sven Wittekind(inne języki), Extrawelt(inne języki), Psio Crew

### 2009 Massive Moments[19]
10-lecie festiwalu Mayday. Impreza odbyła się 10 listopada 2009 roku w Katowickim Spodku. Na dwóch scenach (Mainfloor i Showroom) zagrali:
- didżeje: Westbam, Sven Väth, DJ Rush(inne języki), Ferry Corsten, Nick Curly(inne języki), Felix Kröcher(inne języki), Tillmann Uhrmacher(inne języki), Torsten Kanzler, Hardy Hard, Jack de Marseille(inne języki), Moguai, Klaudia Gawlas(inne języki), Patrik DSP, Poziom - X, Grzegorz Es, Gogo

- live act: Members of Mayday,  The Advent vs Industrialyzer,  Lützenkirchen(inne języki),  Gregor Tresher(inne języki),  Boris S,  Jacek Sienkiewicz,  Format:B(inne języki),  Chris Da Break

### 2010 You Make My Day[20]
Po raz pierwszy festiwal w Polsce gości na 3 scenach. Poza obowiązującymi dotąd scenami, a więc Mainfloor i Showroom, DJ-e w tym roku grają na nowej scenie – Ballroom, która znajduje się na sali gimnastycznej Katowickiego Spodka.
- Mainfloor: Westbam, Jeff Mills, Markus Schulz, Einmusik – live –, Jochen Miller, Lützenkirchen (München) – live –, Alex M.O.R.P.H. b2b Woody van Eyden, Members of Mayday – live –, Hardy Hard, Marten Hørger, Tillmann Uhrmacher, Cherry aka BreakNtune, Michał Lazar

- Showroom: Dave Clarke, Len Faki, Felix Kröcher, The Advent – live –, Sven Wittekind, Pet Duo, Dusty Kid – live –, BMG aka Brachiale Musikgestalter – live –, Klaudia Gawlas, Hellboy, Harty

- Ballroom: Marco Bailey, Oliver Koletzki feat. Fran – live –, Dominik Eulberg, Kollektiv Turmstraße – live –, Ramon Tapia, Marek Hemmann – live –, Niko Schwind, André Hommen, Kuba Sojka (Mysłowice) – live –, Thomas Langner

### 2013 Never Stop Raving[21]
Adam Beyer, Tocadisco, Westbam, Moguai, Danny Avila, Rush, Marusha, The Advent, Klaudia Gawlas, Torsten Kanzler, Oscar Mulero, Brian Sanhaji, Perc, Stefan Dabruck, Miss Nine, Emerson, Hardy Hard, DJ Dag, Dave 202, Linus Quick (live), Ralf Drastic, Jaco, DUSS, Members of Mayday (live)

## Edycje festiwalu
Edycje festiwalu od 1991 do 2015:

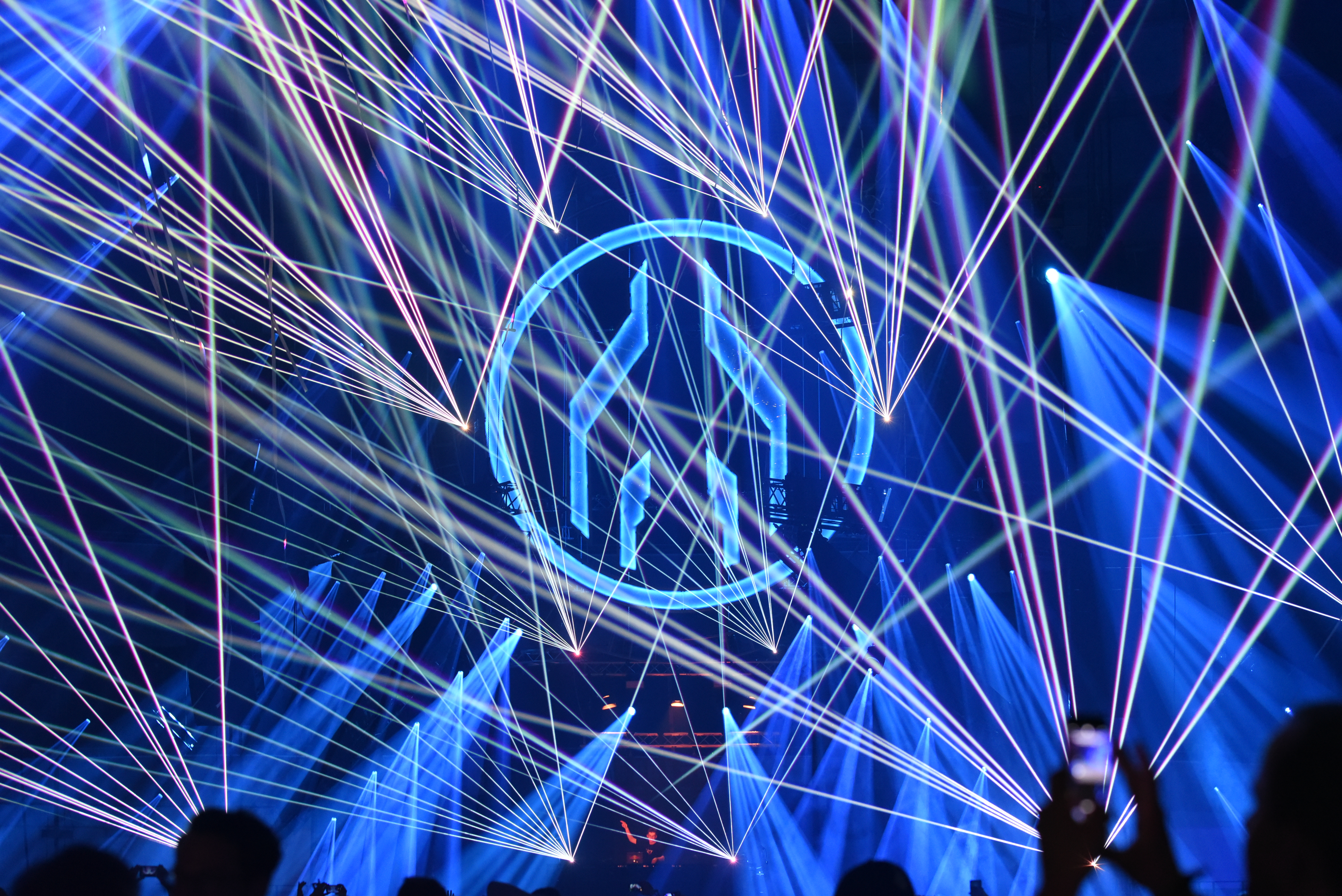
Mayday 2019

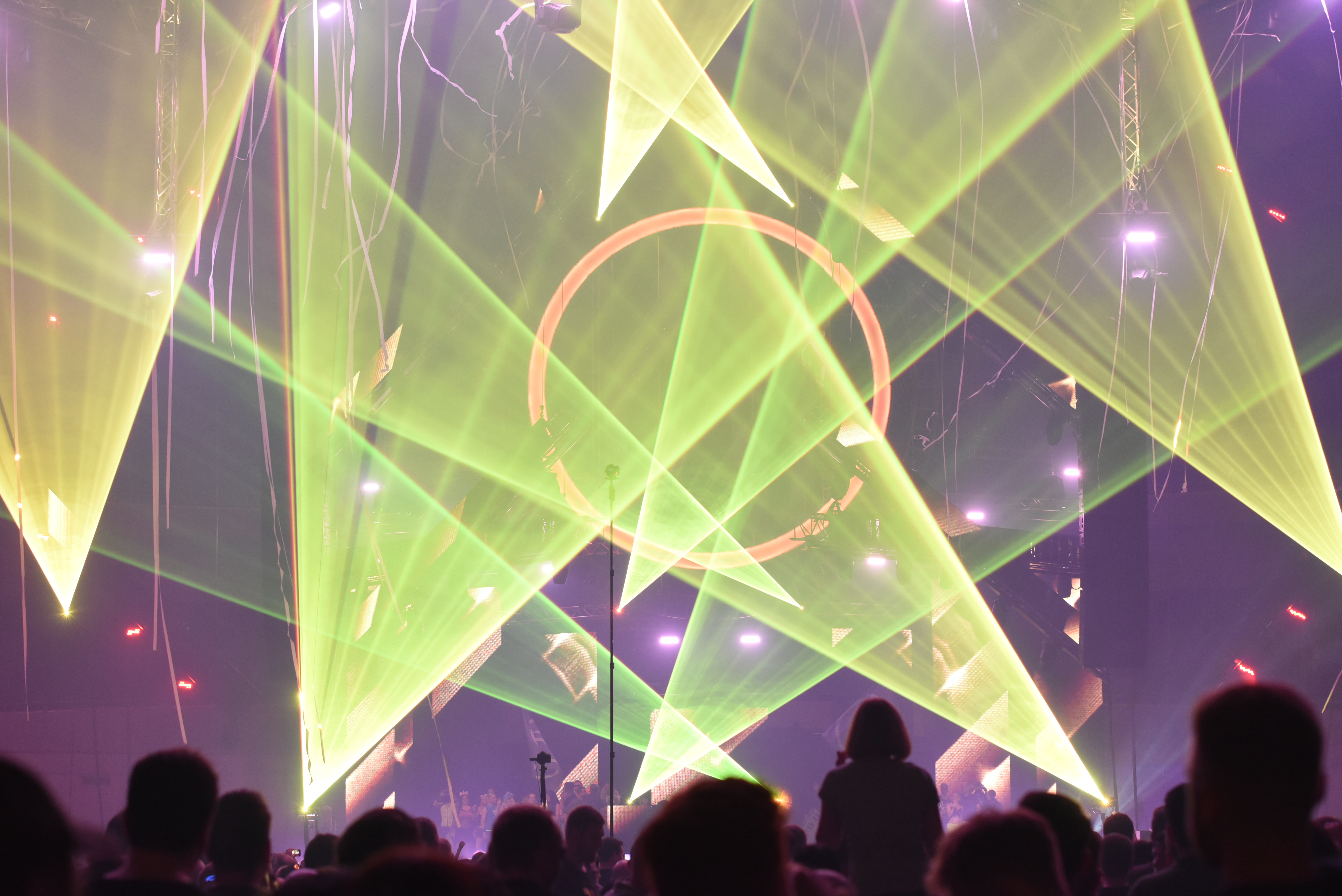
Mayday 2019

- 14 grudnia 1991 – Mayday 91 Best of House & Techno Berlin
- 30 kwietnia 1992 – Mayday 92 A New Chapter Of House And Techno Kolonia
- 12 grudnia 1992 – Forward Ever, Backward Never Berlin
- 30 kwietnia 1993 – The Judgement Day Dortmund
- 11 grudnia 1993 – Religion Berlin
- 30 kwietnia 1994 – Rave Olympia Dortmund
- 25-26 listopada 1994 – The Raving Society Berlin
- 30 kwietnia 1995 – Reformation Dortmund
- 16 grudnia 1995 – The Great Coallition Frankfurt
- 30 kwietnia 1996 – X Dortmund
- 30 czerwca 1996 – Mayday Ibiza klub Priviledge(inne języki)
- 14 grudnia 1996 – Life on Mars Berlin
- 30 kwietnia 1997 – Sonic Empire Dortmund
- 30 kwietnia 1998 – Save The Robots Dortmund
- 30 kwietnia 1999 – Soundtropolis Dortmund
- 30 kwietnia 2000 – Datapop Dortmund
- 10 listopada 2000 – Mayday Polska Katowice
- 30 kwietnia 2001 – 10 In 01 Dortmund
- 11 listopada 2001 – Mayday Polska Katowice
- 30 kwietnia 2002 – Culture Flash Dortmund
- 9 maja 2002 – Culture Flash St. Petersburg
- 19 maja 2002 – Culture Flash Budapeszt
- 10 listopada 2002 – Mayday Polska Culture Flash Katowice
- 30 kwietnia 2003 – Troopa Of Tomorrow Dortmund
- 10 listopada 2003 – Troopa Of Tomorrow Katowice
- 30 kwietnia 2004 – Team X-Treme Dortmund
- 10 listopada 2004 – Team X-Treme Katowice
- 26 marca 2005 – U Make The Rules, We Make The Noise Budapeszt
- 30 kwietnia 2005 – Prototypes Dortmund
- 10 listopada 2005 – Prototypes Katowice
- 30 kwietnia 2006 – Worldclub Dortmund
- 10 listopada 2006 – Worldclub Katowice
- 30 kwietnia 2007 – New Euphoria Dortmund
- 22 października 2007 – New Euphoria Budapeszt
- 10 listopada 2007 – New Euphoria Katowice
- 30 kwietnia 2008 – Reflect Yourself Dortmund
- 10 listopada 2008 – Reflect Yourself Katowice
- 30 kwietnia 2009 – Massive Moments Dortmund
- 10 listopada 2009 – Massive Moments Katowice
- 30 kwietnia 2010 – You Make My Day Dortmund
- 10 listopada 2010 – You Make My Day Katowice
- 30 kwietnia 2011 – Twenty Young  Dortmund
- 10 listopada 2011 – Twenty Young Katowice
- 10 listopada 2012 – Made in Germany Katowice
- 27 kwietnia 2013 – Never Stop Raving Dortmund
- 9 listopada 2013 – Never Stop Raving Katowice
- 30 kwietnia 2014 – Full Senses Dortmund
- 8 listopada 2014 – 15 Years Full Senses
- 30 kwietnia 2015 – Making Friends Dortmund
- 7 listopada 2015 – Making Friends Katowice